# Thricops angelorum
Thricops angelorum är en tvåvingeart som beskrevs av Savage 2003. Thricops angelorum ingår i släktet Thricops och familjen husflugor.
Artens utbredningsområde är Spanien. Inga underarter finns listade i Catalogue of Life.